# Гравіс (телерадіокомпанія)
«Гравіс» — колишня українська телерадіокомпанія з Києва, яка мовила в Києві та Київській області з 1993-го по 2006-й роки на 7 каналі, та з 1994-го по 2006-й роки на 35 каналі.
Творче об'єднання «Гравіс», що входило до Союзу підприємців України, 1992 року було створене як телевізійна організація, кістяк першого колективу якої склали колишні працівники «Мегаполу» та «Студії 7x7». Офіційне свідоцтво про реєстрацію як ЗМІ «Гравіс» отримав у липні 1993 року.

## Історія

### 7 канал
19 квітня 1993 року на 7 каналі в Києві з'явилась телерадіокомпанія «Рутенія», в склад якої входили студія «Гравіс» та студія «Рада» (не плутати з державним каналом «Рада»), замінивши канал «Мегапол». В липні того ж року «Гравіс» розпочав мовлення як окрема телекомпанія.
З липня 1993 року студія «Гравіс», відділившись від «Рутенії», мовила щодня з 20:00 до опівночі, та ще одним денним блоком у суботу та неділю з 13:00 до 18:00 (до 20 березня 1994 року; з 26 березня в цей час почала мовлення «Олімпія РТВ»).
26 лютого 1996 року 7 канал був офіційно поділений між трьома телерадіоорганізаціями: «НТУ», «Гравіс» та «TV Табачук». Поділ ефірного часу було проведено за тим же принципом шахівниці, за яким раніше було поділено 30-й (ТК «ТЕТ» і ТРК «Київ») та 25-й (ТК «ТОНІС» і ТРК «НАРТ») телеканали. Тобто, якщо сьогодні вранці в ефірі — «Гравіс», то завтра — «НТУ», а післязавтра — «TV Табачук». При цьому окремі тимчасові блоки були закріплені за тими чи іншими мовниками. Наприклад, о 20:30 щодня виходили програми від «Гравісу». При цьому «Гравіс» отримав до 6 годин мовлення кілька разів на тиждень. Втім, вже за півроку час мовлення почав збільшуватись.
Восени 2001 року переможцем конкурсу на право подальшого мовлення на 7 каналі було названо ТРК «Гравіс», яка також відстояла право подальшого мовлення на 35-му каналі, таким чином, отримавши в своє розпорядження дві телечастоти. Однак за «джентльменською угодою» на 7-му також продовжувала мовити компанія «TV Табачук» — власники «Гравісу» погодилися дозволити їй продовжувати мовлення до отримання нової частоти.
22 червня 2002 «Гравіс-7» стає єдиним мовником на 7 каналі.
25 серпня 2003 року телекомпанія «Гравіс-7» призупинила мовлення в знак протесту проти виключення з пакета оператора «Воля-кабель», та поновила вихід в ефір у березні 2004 року.
«Гравіс-7» припинив своє мовлення 1 липня 2006 року після ребрендингу в кіно-серіальний канал «Кіно».

### 35 канал
У другій половині січня 1994 року «Гравіс» також почав тестове мовлення на 35 каналі. В ефірі щовечора йшов дубль програм телекомпанії, які виходили в цей же час на 7 каналі.
Повноцінне мовлення на 35-й київській телечастоті «Гравіс» розпочав 21 березня 1994 року. При цьому компанія не залишила і сьомий канал (як було раніше обіцяно), а продовжувала працювати одразу на двох телечастотах: з 20:00 до опівночі на 7-му (як і раніше), та з 19:00 до опівночі на 35-му. Через кілька місяців обсяги мовлення на 35 телеканалі зросли, з'явився також ранковий блок. З часом ранковий блок прибрали, а мовлення розпочиналось о 18:00.
При цьому на кожному каналі транслювалися окремі програми. Якщо на 7 каналі мовлення було більш комерціалізованим, з великою кількістю рекламної інформації, то на 35-му наголос робився на різні програми: публіцистичні, пізнавальні, політичні, спортивні, музичні. Тут не було ні «Торгінформу», ні «Біржі нерухомості». Окремі передачі, щоправда, виходили спочатку на 35-му каналі, а потім, за кілька днів, у повторі на 7-му. Також на обох каналах був присутній кінопоказ.
З 27 травня 2002 по 27 лютого 2004 телеканал «Гравіс» по будням з 12:00 до 18:00 (згодом до 18:30) в прямому ефірі транслював новий проект — «Телемегаполіс». В той же час до початку 2003 року ввечері по буднях та протягом дня на вихідних «Гравіс» також показував звичні для телекомпанії програми. Потім повтор програм «Телемегаполіс» був і у вихідні в ранковому ефірі.
20 лютого 2004 року стало відомо про припинення телекомпанією свого мовлення на 35 каналі з 1 березня через те, що Національна рада України з питань телебачення і радіомовлення влітку 2002 року проліцензувала оператора кабельних послуг «Воля-Кабель» таким чином, що обидва канали компанії «Гравіс» не потрапили в найбільш доступний пакет і через це зменшилась кількість телеглядачів з 400 тисяч до 40 тисяч. У відповідь на звинувачення компанії, генеральный директор ЗАТ «Воля-кабель» Сергій Бойко відповів журналістам, що у «Гравіса» не вистачило коштів для того, щоб виробляти конкурентоспроможний продукт. А глядачі кабельного телебачення, згідно з опитуванням, не виявляли бажання бачити програми компанії в найдоступнішому пакеті.
В середині березня 2004 року мовлення 35 каналу відновилось, але тепер в ефірі транслювалися програми музичного супутниково-кабельного телеканалу «O-TV». На «O-TV» та «Гравісі» стверджували, що дане мовлення не є ретрансляцією, і представляли його як спільний продукт двох телеканалів — супутникового та ефірного. У цей період на екрані були присутні два логотипи — «Гравіс» і «O-TV»
17 серпня 2005 року «Гравіс» припинив трансляцію «O-TV» та відновив показ своїх власних програм. Також телеканал оголосив, що вже восени буде ребрендинг і нові передачі.
Aле ребрендинг «Гравісу» на 35-й частоті відбувся лише 1 грудня 2006 року в столичний телеканал «СіТі».

#### Телемегаполіс
27 травня 2002 року на 35 каналі «Гравіс» запустив новий оригінальний проект — «Телемегаполіс». Проект виходив з понеділка по п'ятницю з 12:00 по 18:00. Всього у «Телемегаполісі» було 12 рубрик. Київський глядач мав можливість отримати свіжу інформацію про те, що відбувається у столиці в різних площинах життя — у пресі, культурі, банківській сфері, на ринку автомобілів і будівельних послуг, охорони здоров'я, туризму, а також поспілкуватись у прямому ефірі з ведучими і гостями студії.
В ефірі «Телемегаполісу» працювали чотири пари ведучий—репортер, які самі і готували рубрики. Тематику передач керівництво каналу визначало як «Жодного слова про політику. Все для людей». Автор ідеї проекту — тележурналістка та генеральний директор ТРК «Гравіс» Ольга Таукач.
«Телевізійний проект моєї мрії – це проект максимально віддалений від політики. Сьогодні і самі телеканали, і наші глядачі втомилися від тиску різнокольорових політичних агіток, які приносять задоволення тонкому прошарку так званої політичної еліти, одночасно збурюючи її до нових телевізійних контрдій. 27 травня нинішнього року Телекомпанія “Гравіс” започаткувала у прямому ефірі прообраз проекту, впевнена, не лише моєї мрії – “Телемегаполіс”.»— Ольга Таукач
3 початку 2003 року по будням телеканал почав показувати ранкові та вечірні повтори передач «Телемегаполісу» замість власних програм. Також телекомпанія збільшила на півгодини прямий ефір і запустила ще одну програму, працюючи в прямому ефірі вже до 18:30.
27 лютого 2004 року вийшов останній ефір «Телемегаполісу» у зв'язку з призупиненням мовлення телекомпанії «Гравіс» на 35 каналі з 1 березня.

### УНІКА TV
Навесні 1993 року на 7 каналі, а з 1994 року і на 35 каналі «Гравіс» починає показувати програми недержавної телемережі «УНІКА TV». Ця мережа була по суті асоціацією недержавних телекомпаній України на чолі з київським «Гравісом».

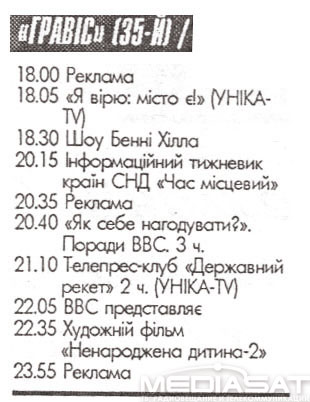
Програма передач Гравіс (35 канал), квітень 1994

Загалом, «Гравіс» показував передачі об'єднання до 1997 року включно.

### Відключення телекомпанії
З 30 червня по 26 липня 1994 року почався інцидент навколо телекомпанії: зник сигнал 35 телеканалу, а потім програми «Гравіса» зникли і з 7 каналу, де їх місце зайняли фільми і відеокліпи. Через кілька днів після цього прозвучав коментар від голови Національної ради України з питань телебачення і радіомовлення Володимира Барсука, який заявив занепокоєним телеглядачам, що причиною відключення мовлення «Гравіса» є піратське мовлення. При цьому телекомпанія ще і транслювала неліцензійну відеопродукцію, до того ж аморального змісту. Відключення прийшлося саме на передвиборчу кампанію президентських виборів в Україні 1994 року за участі Леоніда Кучми та Леоніда Кравчука. Невдовзі після виборів, 26 липня, телекомпанія повернулася в ефір.

## Програми
- «Грації від Гравісу» — телепередача з аеробікою та спортивною гімнастикою[23]
- «Саме той» — політичне ток-шоу в прямому ефірі з Ольгою Таукач і Костянтином Журою, яке «Гравіс» вибробляв на замовлення УТ-1 з 1997 року[24], та повторював у себе
- «Місто» — авторська програма київських новин з Ольгою Таукач
- «Торгінформ» — телегазета рекламних оголошень

Інші програми:
- «Саме той» про себе
- Тинди-ринди-новини
- Добрі новини
- Бістро «Гравіс»
- Трамвай бажань
- Штрихи до портрету
- Мелодром
- М-стиль
- Фінансист
- Твій стиль
- Київ Політичний
- Жіночий стиль
- Імідж
- Стимул
- Поп-місія
- Витрибеньки

### Програми «Телемегаполіс»

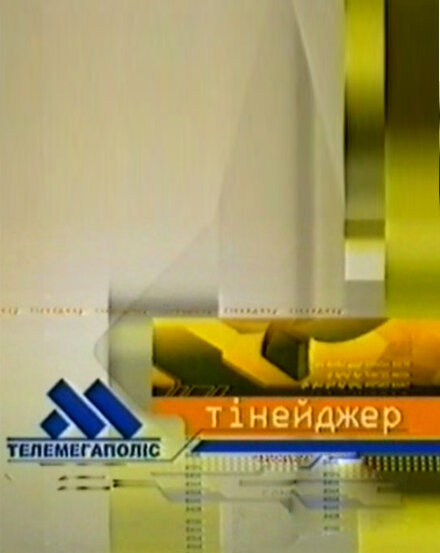
Постер із заставкою передачі "Тінейджер" на Телемегаполісі (2003-2004 рік)

1. «Новий стиль»
2. «Гурман»
3. «Бізнес-ланч»
4. «Колізей»
5. «Новосел»
6. «Хоббітаун»
7. «Мандри»
8. «Алло, Лікарю!»
9. «Супермаркет»
10. «Автостоп»
11. «Тінейджер»
12. «Панацея»
13. «Клуб»[25]

## Логотипи

### 7 канал
| Логотип | Опис |
| ------- | --- |
|         | Перший логотип з 1 квітня 1993 року по 1998 рік, був у вигляді контуру жирної цифри 7 чорного, голубого, або білого кольору. Перебував у правому верхньому куті. Одночасно з ним з 1 квітня 1993 року по 30 червня 1995 року в лівому нижньому куті був додатковий логотип білувато-синього кольору: сонечко, що виходить із долонь. |
|         | Другий логотип з 1999 по 2002 рік. З 1999 по 2001 рік був бірюзового кольору, у 2001–2002 роках був білого кольору, напівпрозорий. Перебував у лівому верхньому куті. |
|         | Третій логотип. В 2002-2004 роках логотипом була стилізована цифра 7 у вигляді білої непрозорої кінострічки. Розміщувалась у верхньому правому куті. |
|         | Четвертий логотип. В 2004–2006 роках логотипом була біла стилізована цифра 7 у вигляді напівпрозорого трафаретного напису. Розміщувалась у верхньому правому куті. |
|         | В 2004–2006 роках разом з основним був ще додатковий логотип — такий же, як перший логотип на 35 каналі. Був білого кольору та напівпрозорий. Знаходився у верхньому лівому куті. |

### 35 канал
Гравіс
| Логотип | Опис |
| ------- | --- |
|         | Перший логотип. З 21 березня 1994 року до вересня 2005 логотипом був курсивний напис «Гравіс» з виділеною літерою «в». Перебував у правому верхньому куті екрану. Спочатку був темно-синього та світло-фіолетового відтінку, згодом став білого кольору. Перебував у правому верхньому куті (виняток: з середини березня 2004 року по 16 серпня 2005 року логотип перебував у лівому верхньому куті, одночасно з цим у правому верхньому був логотип каналу «O-TV»). |
|         | Другий логотип. З вересня 2005 року по 30 листопада 2006 року напис "Гравіс" було стилізовано під трафаретний напис великими літерами, де буква "Г" була більшою, ніж інші, а також мала вигляд як ніжка цифри «7» у четвертому логотипі «Гравіс-7». Знаходився там же. |

Телемегаполіс
| Логотип | Опис |
| ------- | --- |
|         | Перший логотип був у вигляді прямокутника, складеного з двух з'єднаних смуг: зверху на синьому фоні було слово «ТЕЛЕ» білими буквами та штрихкод, знизу були на жовтому фоні помаранчевими літерами «MEGA», а на голубому фоні синіми буквами «ПОЛІС». |
|         | Другий логотип був у формі стилізованої букви «М», під якою була лінія та напис «ТЕЛЕМЕГАПОЛІС». Логотип був синього кольору. |

### Офіційні логотипи
| Логотип | Опис                                                           |
| ------- | -------------------------------------------------------------- |
|         | Логотип телеканалу у ЗМІ в 1993-1995 роках (вирізка з газети). |
|         | Логотип телеканалу у ЗМІ в 1995-2006 роках                     |
|         | Логотип у заставках (1995-2006).                               |
|         | Емблема в заставках без напису (1995-2006).                    |

## Записи ефіру
| Зовнішні відеофайли                                                          |
| ---------------------------------------------------------------------------- |
| 1. Телекомпанія Гравіс (Київ) - основна заставка (1990-і роки)               |
| 2. Гравіс-7 (Київ), 1995 рік. ТЕЛЕГАЗЕТА                                     |
| 3. "Грації від Гравісу" пiд музику DJ Aligator Project на Гравіс-7. Випуск 1 |
| 4. "Грації від Гравісу" пiд музику DJ Aligator Project на Гравіс-7. Випуск 2 |
| 5. Інші відеозаписи "Грації від Гравісу"                                     |
| 6. Програма «Панацея» від Телемегаполіс (дивитись з 5:43 до 26:00)           |
| 7. Скрябін - Танець пінгвіна (Гравіс-7, 1998 р.)                             |
| 8. Ногу Свело - Хару Мамбуру (Таврійські ігри 1996, Гравіс-7)                |
| 9. "Куклы" - фрагмент передачі НТВ на Гравіс-35 (~1994-1995)                 |
| 10. ГРАВІС + ВИД: Київ (Документальний Фільм), 35 канал, ~2005-2006 р.       |